# 长岭镇 (开江县)
长岭镇，是中华人民共和国四川省达州市开江县下辖的一个乡镇级行政单位。

## 行政区划
长岭镇下辖以下地区：
长岭社区、五通庙村、中山坪村、天马头村、白兔坝村、林家垭口村、土包寨村、大河沟村、采石桥村、天星寨村、槐花树村、横长沟村和山溪口村。